# Danmarks ambassade i Lissabon
Danmarks ambassade i Lissabon er Danmarks diplomatiske repræsentation i Portugal. Ambassaden har også ansvar for at varetage danske interesser i Cape Verde, Guinea-Bissau og São Tomé og Principe, som alle var portugisiske kolonier indtil revolutionen i 1974-75. Derudover har ambassaden to honorære konsulater i henholdsvis Faro (Algarve) og Porto (nordlige Portugal), samt på Madeira og Azorerne. På Cape Verde har Danmark også konsulater i Santa Maria på øen Sal og i Mindelo på øen São Vicente. Ambassaden har en medarbejderstab på 12 personer, som kommunikerer på dansk, portugisisk og engelsk. Ambassaden blev oprettet i 1949 og har siden da arbejdet for at styrke de danske-portugisiske relationer og fremme samarbejde inden for politik, handel, kultur og andre områder.
Ambassadens primære arbejdsområder er politisk dialog og samarbejde, handel og investeringer, kulturudveksling og konsulær bistand til danske statsborgere i Portugal.
Ambassaden samarbejder også med portugisiske myndigheder og virksomheder om at fremme bæredygtig udvikling og grøn omstilling, herunder inden for energi og miljø.
Ambassaden arrangerer og støtter også en række kulturaktiviteter og events, som fremmer det danske sprog, kultur og samfund i Portugal.